# Roger Pingeon
Roger Pingeon (28. srpna 1940 Hauteville-Lompnes – 19. března 2017 Beaupont) byl francouzský závodník v silniční cyklistice.
Vyučil se klempířem a sloužil v armádě v Alžírsku. Profesionálně začal jezdit v roce 1964, kdy vyhrál závod Polymultipliée lyonnaise. V letech 1965–1972 byl jezdcem týmu Peugeot. Zúčastnil se osmi ročníků Tour de France a šest dokončil. V roce 1967 vyhrál celkovou klasifikaci a v roce 1969 byl na druhém místě. Také získal na Tour čtyři etapová vítězství a v roce 1968 byl nejaktivnějším závodníkem. V roce 1969 se stal celkovým vítězem závodu Vuelta a España a získal dvě etapová prvenství. Byl vicemistrem Francie v závodě s hromadným startem v roce 1968, v roce 1972 dojel druhý na Tour de Suisse a v roce 1974 vyhrál premiérový ročník závodu Grand Prix de Plumelec-Morbihan.
Cyklistickou kariéru ukončil v roce 1974. Byl majitelem květinářství a pracoval jako sportovní expert pro Radio Télévision Suisse.
Profesionálním cyklistou byl také jeho mladší bratr René Pingeon.